# Институт за стране језике
Институт за стране језике је најстарија институција ове врсте у Србији и региону која организује течајева страних језика за децу и одрасле али која се бави и издавањем сопствених уџбеника и речника.

## Историја
Иако основан 1952. године, Институт је званично почео са радом 1953. године под називом Институт за фонетику, патологију говора и изучавање страних језика. Од 1956. године седиште Института налази се у Господар Јовановој улици 35. Временом се јавила потреба за издвајањем сваке од делатности у оквиру Института, те се тако Центар за стране језике издвојио у самосталну институције 1963. године од када ради под садашњим називом Институт за стране језике. Институт је био прва установа у старој Југославији која је понудила течајеве српскохрватског као страног још 1958. године. Кроз Институт је прошло око 30.000 страних држављана који су учили српски језик.
1978. године отвара се нови центар Института у сопственим просторијама на Новом Београду, Гоце Делчева 40. Од 1990. године отварају се нови огранци широм Београда. Данас се настава Института одржава на 20 сталних локација у Београду.
1982. године уписано је рекордних 16.400 слушалаца на 6 језика. Преко 500.000 слушалаца завршило је курсеве Института, што значи да је, статистички гледано, скоро сваки петнаести Југословен био ђак Института.
1993. године Институт се трансформисао у акционарско друштво и сачувао такав статус до данас. Укупан број акционара је 229.
1.јула 2013. Институт је прославио свој 60. рођендан.

## Делатности
На почетку свог рада, Институт се бавио искључиво наставом енглеског језика. При одвајању 1963. године почео је са наставом 6 језика. Данас се организују течајеви енглеског, немачког, француског, шпанског, италијанског, руског и српског језика као страног. 
Послови из делатности Друштва обављају се преко организационих целина које чине: Сектор за наставу страних језика за одрасле (I центар), Сектор за наставу страних језика за децу (II центар), Сектор за истраживање и развој (III центар).
Настава 6 страних језика и српског као страног за одрасле одржава се на шест локацију у Београду, а у оквиру наставе страних језика за децу организују се течајеви енглеског, немачког и француског на укупно 21 локацији у Београду.
Иако је настава основна делатност Института, треба издвојити и другу важну делатност – издаваштво. Инстут се од самог почетка определио за самостално објављивање уџбеника, методских упутстава и других методичко-дидактичких материјала. Издања за одрасле постоје за енглески, немачки и француски језик за почетне и средње течајеве, док за децу тренутно само за енглески језик. Сопствени уџбеници показали су се као добар потез у савладавању градива у почетној фази учења будући да су тако конципирани да користе позитиван трансфер из матерњег језика зарад лакшег и бржег савладавања страног језика. Аутори свих уџбеника су професори Института. Оно што Институт такође издваја је његов пионирски рад на изради наставних материјала за српски као страни језик. Настава српског језика као страног се већ више од 50 година непрестано развија и унапређује, а уџбеници српског језика Института користе се на 27 универзитета у свету. До сада је штампано око 670 наслова у укупном тиражу од 950.000 примерака.
У издању Института објављени су и савремени двојезични речници енглеског и немачког језика.
У делатност Института убрајају се и израде пројеката у областима примењене лингвистике и методике наставе, снимање и умножавање аудио и видео снимака као и монтажа и одржавање језичких лабораторија.

## Институт данас
Институт данас негује своју традицију, одржава редовне, интензивне и уже специјализоване течајеве према савременим методама, организује екскурзије, драмску секцију и такмичење у страним језицима за млађе полазнике, издаје уџбенике и речнике. Годинама стицан и усавршаван, развијен је метод Института по ком су писани уџбеници и по ком се одржава настава 8 светксих језика. Метод Института прилагођен је потребама узраста, знања и специфичностима полазника чији је матерњи језик српски.